# The Novice (film, 1911)
Pour les articles homonymes, voir Novice (homonymie).
Pour plus de détails, voir Fiche technique et Distribution.
The Novice est un film muet américain réalisé par Francis Boggs et sorti en 1911.

## Fiche technique
- Réalisation : Francis Boggs
- Producteur : William Selig
- Société de production : Selig Polyscope Company
- Société de distribution : General Film Company
- Production : William Selig
- Date de sortie : États-Unis : 15 juin 1911

## Distribution
- Hobart Bosworth : Père Angelo
- Herbert Rawlinson : le jeune duc Ferdinand
- Frank Clark : l'oncle du duc
- Robert Z. Leonard : Pedro
- Tom Santschi : Santo
- Frank Richardson : Père Menlo
- Fred Huntley : Père de Shon
- Iva Shepard : Ogarita